# コストロマ
コストロマ（Кострома́, Kostroma）は、ロシア連邦の古都であり、コストロマ州の州都。人口は約26万人（2021年）。モスクワからは北東へ372km。ヴォルガ川にコストロマ川が流入する地点にある。
1152年にキエフ大公ユーリー・ドルゴルーキーにより建設されたとする説が有力であり、13世紀半ばにコストロマ公国を形成したが、その後モスクワ公国に統合された。

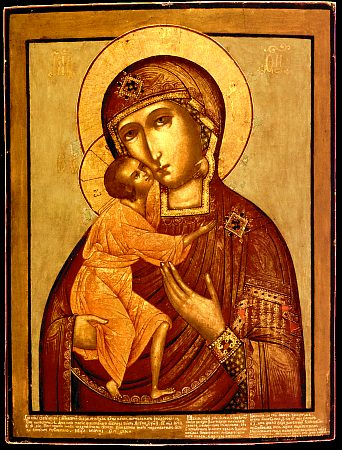
フョードルの生神女のイコン。10世紀のものとされる

## 歴史
コストロマの名が年代記に初出するのは1213年のことだが、コストロマの町はその半世紀以上前にキエフ大公ユーリー・ドルゴルーキーにより建設されたと歴史学者は考えている。ルーシ東部の諸都市同様、コストロマも1238年にモンゴル帝国の侵入と略奪を受けた。
当時コストロマはアレクサンドル・ネフスキーの弟ヴァシーリー・ヤロスラヴィチが率いる小さな公国であった。1271年にウラジーミル大公の地位を継いだヴァシーリーはウラジーミルの都へ移らずコストロマに居続け、その子孫らがもう半世紀コストロマ公国を支配したが、モスクワ公イヴァン1世により併合された。

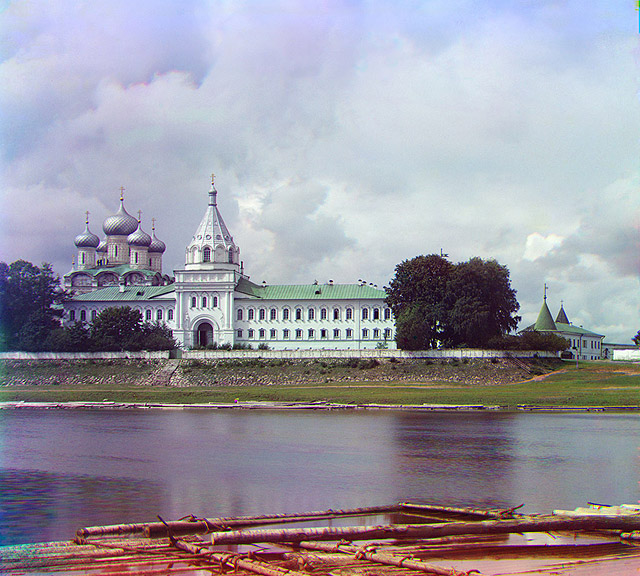
イパティエフ修道院

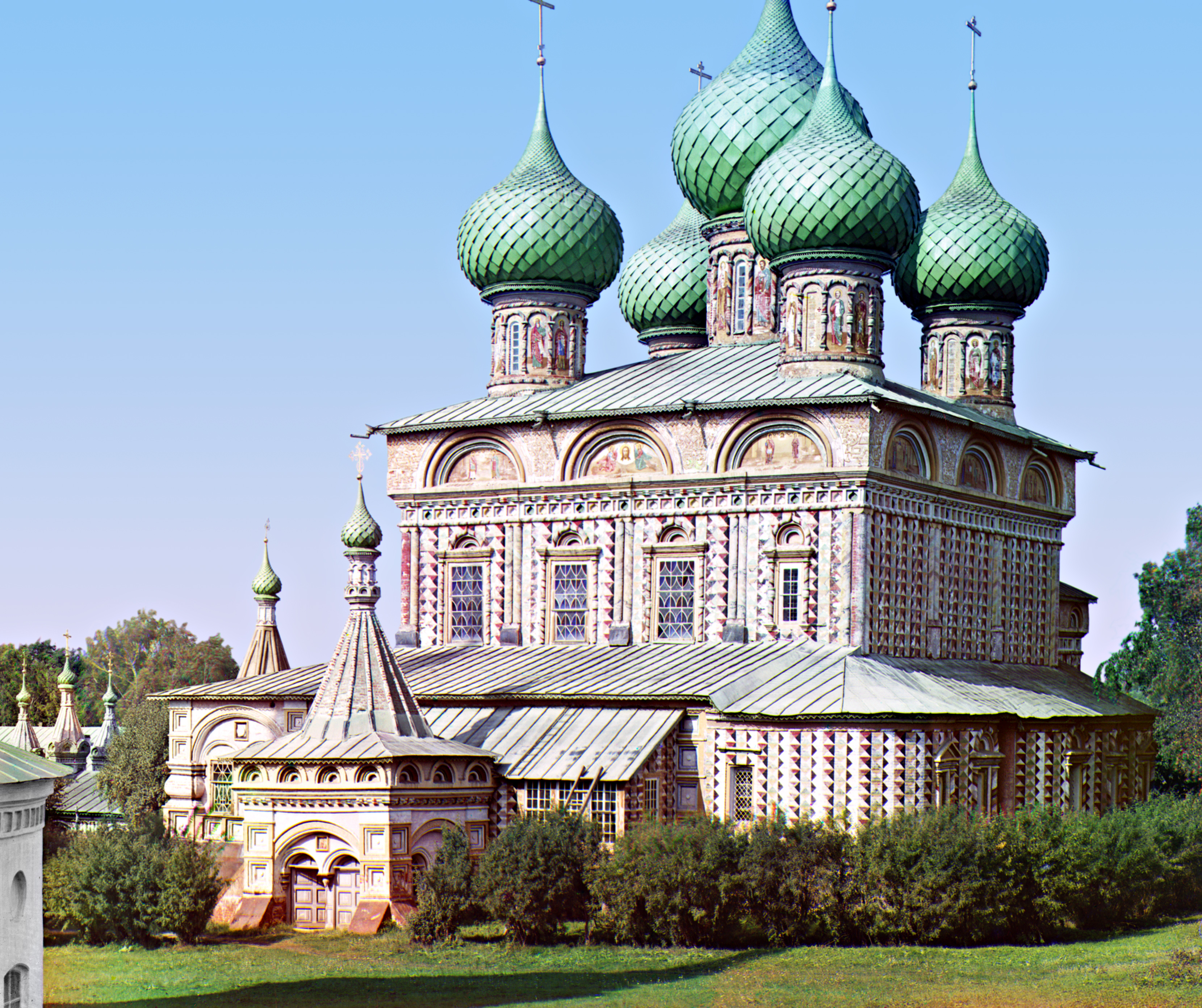
コストロマの神現聖堂（1652年）

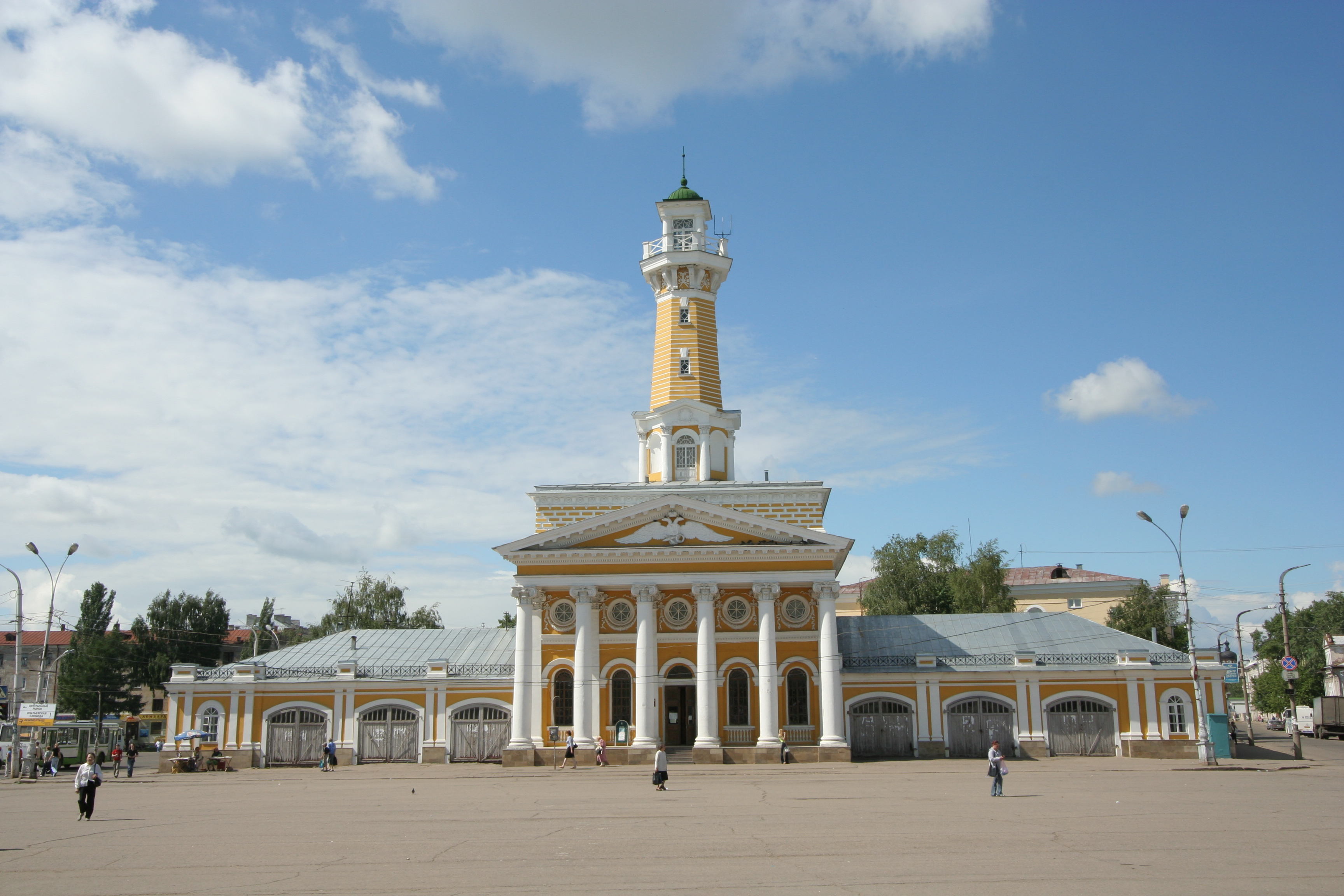
コストロマの火の見塔（1825年-1828年）

モスクワ公国最北の町の一つであるコストロマは、モスクワを陥落させる敵からの避難所としても使われ、1382年、1408年、1433年とモスクワ大公はコストロマに逃れてきた。1375年にはノヴゴロドの河船賊ウシクイニキにより略奪されている。16世紀にはモスクワ大公国とイギリスおよびオランダとの北極海を通じた交易がはじまり（ムスコヴィ会社）、アルハンゲリスクとモスクワの間にあるコストロマは大きく発展した。モスクワ大公ボリス・ゴドゥノフはこの地方の下級貴族出身であり、その先祖はタタール人で14世紀初頭に有名なイパティエフ修道院の基礎を築いたという。ボリス・ゴドゥノフもイパティエフ修道院を壮麗にし、コストロマに多くの石造の建物を作った。これらの工事が終わった頃、リューリク朝が断絶しコストロマは大動乱の時代を迎える。
大動乱の間、コストロマは2度もポーランド王国軍に占領・略奪された。イパティエフ修道院に立て篭もるポーランド兵の制圧と追放には6カ月もかかっている。コストロマの農民イワン・スサーニンはこれらの戦いで英雄となり、外国軍の侵略に対する抵抗の象徴となった。後にツァーリとなるミハイル・ロマノフは少年時代イパティエフ修道院に隠棲しており、1612年にモスクワから来た使者からツァーリに推戴することを告げられた。1613年、彼はゼムスキー・ソボル（全国会議）でツァーリに選ばれる。
こうして生まれたロマノフ朝の代々のツァーリがコストロマに特別な保護をするのは理解できる。イパティエフ修道院は最後の皇帝・ニコライ2世に至るまで歴代皇帝が訪れた。ミハイル・ロマノフの住んでいた木の家は保存され、1652年にはイパティエフ修道院に巨大な至聖三者大聖堂を再建した。そのフレスコ壁画やイコノスタシス（聖障）は美しさで知られている。その他、コストロマ州各地から移築された木造の施設が修道院には残っている。
1773年、コストロマが大火で荒廃した後、市街は川沿いの一点から放射状に広がる街路に沿って再建された。エカチェリーナ2世がコストロマの地図の上に扇を落とし、建築家にこのように街を作るように指示したという逸話もある。この時期に作られたコストロマの優雅な新古典主義建築及び新古典主義的都市計画は、総督の宮殿、火の見塔、ヴォルガ川河岸のロトンダ、アーケードと商人のための教会のある中央市場など、現在もよく保存されている。
2022年11月6日、市内のナイトクラブで大規模な火災が発生。13人以上が死亡した。

## 姉妹都市
- ドイツ・アーヘン
- イギリス・ダラム
- アメリカ・ダーラム
- フィンランド・ヒュヴィンカー
- モンテネグロ・ツェティニェ